# Klausz László
Klausz László (Tatabánya, 1971. június 24. –) válogatott labdarúgó, csatár.

## Pályafutása

### Klubcsapatban
Klausz László 1981-ben, 10 évesen kezdte futballkarrierjét szülővárosában, Tatabányán, a Tatabányai Bányász ifjúsági csapataiban. 1989-ben felkerült az első csapatba, ahol Verebes József edző irányítása alatt 3 szezont játszott, és 53 mérkőzésen 9 gólig jutott, mellyel felkeltette a Győri ETO FC érdeklődését. El is kötelezte Magát két évre a zöld-fehér alakulathoz, ahol 57 mérkőzésen 14 gólig jutott. Győr után Ausztria felé vette az irányt, meg sem állt a bécsi FC Admira Wacker csapatáig. Két és fél év alatt 75 mérkőzésen 17 gólt szerzett.
1996-ban leigazolta az SV Austria Salzburg csapata 2 évre, ahol 34 mérkőzésen 9 góljával vette ki a részét. Elég sikeres 2 év volt ez Klausz számára, hisz a 96/97-es szezon végén Osztrák bajnok lett, és megnyerte az Osztrák Szuperkupát is. A 97/98-as szezonban az Europa Liga selejtezőjébe kerültek, ahol az első fordulóban az RSC Anderlecht csapatát kapták. Jól kezdtek idegenben hiszen 2-0-ra is vezettek, de végül az Anderlecht össze kapta magát, és 4-2-re nyertek. A visszavágón Salzburgban 4-3-ra nyertek ahol Klausz 2 gólt is szerzett, de ez is kevés volt a tovább jutáshoz.
1998-ban Franciaországba igazolt az akkori másodosztályú FC Sochaux-Montbéliard-ba ahol gyenge szezont futott 22 mérkőzésen 3 góljával, de a szezon végén feljutottak a Ligue 1-ba, ahol összesen 14 mérkőzést játszott, ezért szeretett volna el igazolni. Sikerült is Neki 1999-ben Németországba igazolt az akkori Bundesliga 2-es SV Waldhof Mannheim csapatába, ahol csapattársa volt Vincze Ottónak is. 3 év alatt 91 mérkőzésen 31 gólt szerzett.
2002-ben visszatért Ausztriába, és 2 évet jàtszott az akkori első osztályú Casino SW Bregenz csapatánál, 65 mérkőzésen 14 gólt szerzett. A Klub 2004-be csődbe ment, ezért Klausznak tovább kellett állnia. Megkereste a Lombard FC Haladás is, de Ő maradt Ausztriában, és aláírt az SC-ESV Parndorfhoz az Osztrák Regionalligában. Egy szezon alatt 25 mérkőzést játszott, és 7 gólt szerzett. 2005-ben tovább állt az FC Winden am See csapatához 1 évre írt alá. 
2006-ban Bozsik Péter kérésére vissza tért Győrbe, ahol az ETO fiatal III. csapatánál vezetett le, de sűrű térd problémái miatt abba kellett hagynia az aktív pályafutását.

### A válogatottban
1993 és 2000 között 27 alkalommal szerepelt a válogatottban és 6 gólt szerzett. Ötszörös olimpiai válogatott (1990–91).

## Sikerei, díjai
- Osztrák bajnokság
  - bajnok: 1996–97

## Statisztika

### Mérkőzései a válogatottban
| Magyarország | Magyarország         | Magyarország                     | Magyarország  | Magyarország | Magyarország            | Magyarország | Magyarország | Magyarország |
| #            | Dátum                | Helyszín                         | Hazai         | Eredmény     | Vendég                  | Kiírás       | Gólok        | Esemény      |
| ------------ | -------------------- | -------------------------------- | ------------- | ------------ | ----------------------- | ------------ | ------------ | ------------ |
| 1.           | 1993. szeptember 8.  | Budapest, Üllői úti Stadion      | Magyarország  | 1 – 3        | Oroszország             | vb-selejtező | -            |              |
| 2.           | 1993. október 27.    | Budapest, Üllői úti Stadion      | Magyarország  | 1 – 0        | Luxemburg               | vb-selejtező | -            |              |
| 3.           | 1994. március 9.     | Budapest, Népstadion             | Magyarország  | 1 – 2        | Svájc                   | barátságos   | -            |              |
| 4.           | 1994. március 23.    | Linz                             | Ausztria      | 1 – 1        | Magyarország            | barátságos   | -            |              |
| 5.           | 1994. április 6.     | Szombathely, Rohonci úti stadion | Magyarország  | 0 – 1        | Szlovénia               | barátságos   | -            |              |
| 6.           | 1994. április 20.    | Koppenhága                       | Dánia         | 3 – 1        | Magyarország            | barátságos   | -            | 63'          |
| 7.           | 1994. május 4.       | Krakkó                           | Lengyelország | 3 – 2        | Magyarország            | barátságos   | 1            | 50' 70'      |
| 8.           | 1994. június 1.      | Eindhoven, Philips Stadion       | Hollandia     | 7 – 1        | Magyarország            | barátságos   | -            | 46'          |
| 9.           | 1994. június 8.      | Brüsszel, Heysel Stadion         | Belgium       | 3 – 1        | Magyarország            | barátságos   | -            | 17'          |
| 10.          | 1994. október 12.    | Budapest, Népstadion             | Magyarország  | 0 – 0        | Németország             | barátságos   | -            | 66'          |
| 11.          | 1994. november 16.   | Stockholm, Råsunda Stadion       | Svédország    | 2 – 0        | Magyarország            | Eb-selejtező | -            |              |
| 12.          | 1994. december 14.   | Mexikóváros, Azték-stadion       | Mexikó        | 5 – 1        | Magyarország            | barátságos   | 1            | 2'           |
| 13.          | 1995. március 8.     | Budapest, Fáy utcai Stadion      | Magyarország  | 3 – 1        | Lettország              | barátságos   | -            | 75'          |
| 14.          | 1995. március 29.    | Budapest, Népstadion             | Magyarország  | 2 – 2        | Svájc                   | Eb-selejtező | -            | 78'          |
| 15.          | 1995. szeptember 6.  | Isztambul                        | Törökország   | 2 – 0        | Magyarország            | Eb-selejtező | -            | 46'          |
| 16.          | 1996. augusztus 14.  | Siófok                           | Magyarország  | 3 – 1        | Egyesült Arab Emírségek | barátságos   | 1            | 12' 79'      |
| 17.          | 1996. szeptember 1.  | Budapest, Népstadion             | Magyarország  | 1 – 0        | Finnország              | vb-selejtező | -            |              |
| 18.          | 1996. október 9.     | Oslo                             | Norvégia      | 3 – 0        | Magyarország            | vb-selejtező | -            |              |
| 19.          | 1996. november 10.   | Bakı                             | Azerbajdzsán  | 0 – 3        | Magyarország            | vb-selejtező | -            |              |
| 20.          | 1997. március 19.    | Valletta                         | Málta         | 1 – 4        | Magyarország            | barátságos   | -            |              |
| 21.          | 1997. április 2.     | Budapest, Népstadion             | Magyarország  | 1 – 3        | Ausztrália              | barátságos   | 1            | 31'          |
| 22.          | 1997. április 30.    | Zürich                           | Svájc         | 1 – 0        | Magyarország            | vb-selejtező | -            |              |
| 23.          | 1997. augusztus 20.  | Budapest, Népstadion             | Magyarország  | 1 – 1        | Svájc                   | vb-selejtező | 1            | 53'          |
| 24.          | 1997. szeptember 6.  | Varsó                            | Lengyelország | 1 – 0        | Magyarország            | barátságos   | -            | 46'          |
| 25.          | 1997. szeptember 10. | Budapest, Üllői úti Stadion      | Magyarország  | 3 – 1        | Azerbajdzsán            | vb-selejtező | 1            | 8'           |
| 26.          | 1997. október 29.    | Budapest, Üllői úti Stadion      | Magyarország  | 1 – 7        | Jugoszlávia             | vb-selejtező | -            | 62'          |
| 27.          | 2000. február 23.    | Budapest, Üllői úti Stadion      | Magyarország  | 0 – 3        | Ausztrália              | barátságos   | -            |              |
|              | Összesen             |                                  |               | 27           | mérkőzés                |              | 6            | gól          |